# Michel Longueville
Michel Longueville (Parigi, 2 marzo 1946) è un ex cestista francese.

## Carriera
Con la Francia ha disputato due edizioni dei Campionati europei (1967, 1971).